# Microrregión de Juruá
La microrregión de Juruá es una de las microrregiones del estado brasilero de Amazonas perteneciente a la mesorregión del Sudoeste Amazonense.

## Municipios
- Carauari
- Eirunepé
- Envira
- Guajará
- Ipixuna
- Itamarati
- Juruá.

- Datos: Q2466053